# エドマンド・バトラー (第10代マウントガーレット子爵)
第10代マウントガーレット子爵エドマンド・バトラー（英語: Edmund Butler, 10th Viscount Mountgarret、1779年2月9日没）は、アイルランド貴族。

## 生涯
第9代マウントガーレット子爵エドマンド・バトラーとアン・パーセル（Anne Purcell、1773年10月没、トビー・パーセルの娘）の息子として生まれた。
1744年、シャーロット・ブラッドストリート（Charlotte Bradstreet、1778年3月27日没、初代準男爵サー・サイモン・ブラッドストリートの娘）と結婚、3男2女をもうけた。
- エドマンド（1745年 – 1793年） - 第11代マウントガーレット子爵
- リチャード（1795年没） - 聖職者
- エリノア（Elinor、1747年頃 – 1762年4月18日）
- サイモン（1749年頃 – 1797年5月19日） - 法廷弁護士。1795年1月18日、エリーザ・リンチ（Eliza Lynch、エドワード・リンチの娘）と結婚、子供あり
- アン・エマ（Anne Emma、1786年没） - ウィリアム・ジェフソン（William Jephson）と結婚

1749年11月25日、ミドル・テンプルで法廷弁護士（barrister at law）の資格免許を取得した。
1751年3月6日に父が死去すると、マウントガーレット子爵の爵位を継承、同年11月11日にアイルランド貴族院議員に就任した。
1779年2月9日に死去、息子エドマンドが爵位を継承した。